# Buttersäurehexylester
Buttersäurehexylester ist eine chemische Verbindung aus der Gruppe der Ester und ist der Hexylester der Buttersäure.

## Vorkommen

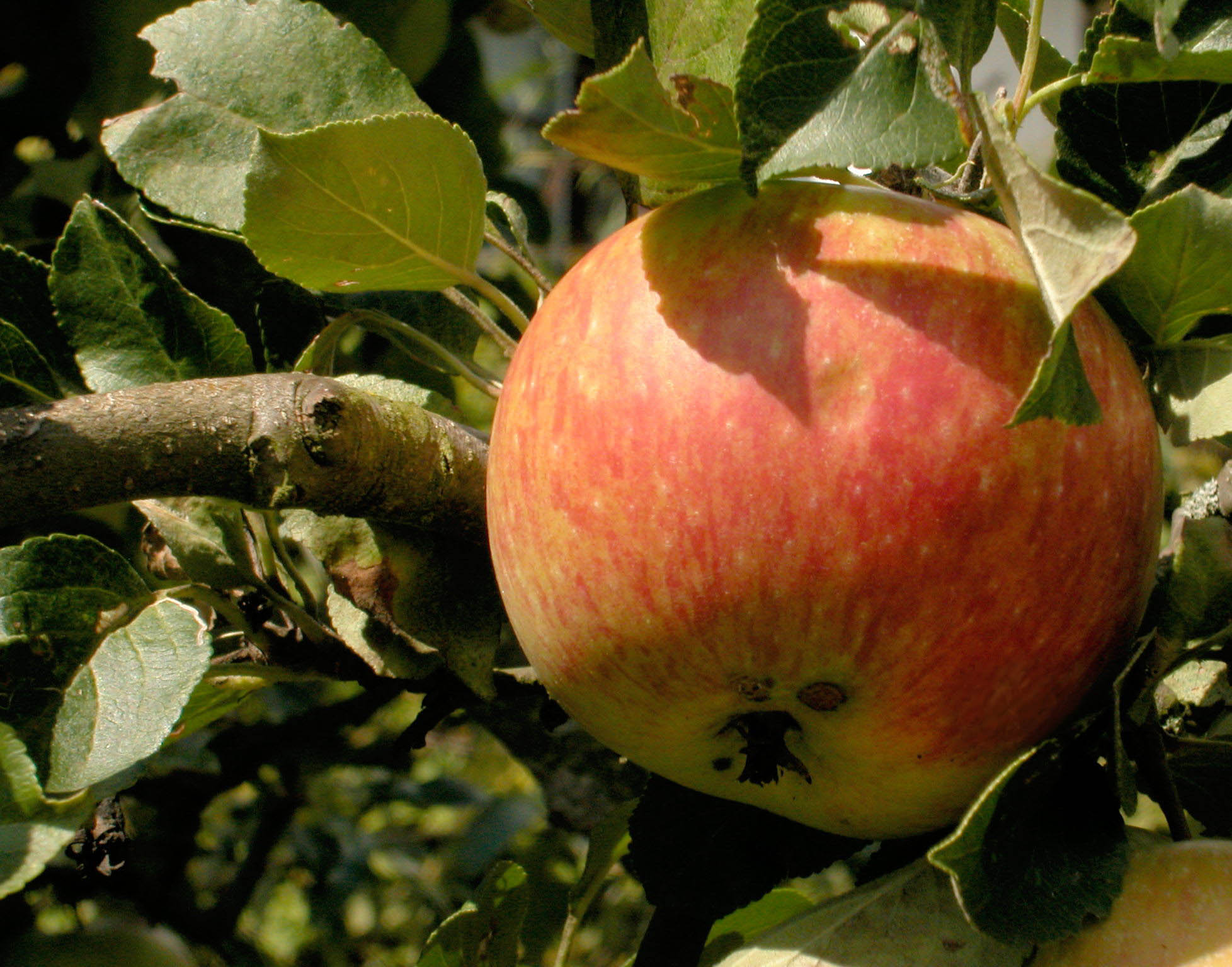
Apfel der Sorte James Grieve

Buttersäurehexylester kommt natürlich in Äpfeln, Bananen, Orangenschalen, Guaven, Kakao, Schwarztee, Passionsfrüchten, Cherimoya und in verschiedenen Ölen wie Lavendelöl (0,38 %) und Riesen-Bärenklau vor.

## Gewinnung und Darstellung
Buttersäurehexylester kann durch Reaktion von Buttersäure mit Hexylalkohol unter saurer Katalyse hergestellt werden.

## Eigenschaften
Buttersäurehexylester ist eine farblose Flüssigkeit mit einem fruchtigen Geruch nach Aprikosen und einem süßen Geschmack nach Ananas. Die Verbindung ist unlöslich in Wasser und löslich in Ethanol.

## Verwendung
Buttersäurehexylester wird als Aromastoff verwendet. In der EU ist es unter der FL-Nummer 09.045 als Aromastoff für Lebensmittel zugelassen.